# Saint-Martin-de-Valgalgues
Saint-Martin-de-Valgalgues é uma comuna francesa na região administrativa de Occitânia, no departamento de Gard. Estende-se por uma área de 13,11 km². Em 2010 a comuna tinha 4 534 habitantes (densidade: 345,8 hab./km²).